# Il mostro dell'isola
Il mostro dell'isola è un film del 1954 diretto da Roberto Bianchi Montero.

## Trama
Don Gaetano, un uomo all'apparenza rispettabile ma capo di una banda di trafficanti, rapisce una bambina per costringere un poliziotto a non indagare; questi, aiutato da una donna della banda, libera la bambina e arresta i malviventi.

## Distribuzione
Il film venne distribuito nelle sale cinematografiche italiane il 2 gennaio del 1954.